# Villa rustica de la Poșta (1)
Villa rustica este situată pe raza localității Poșta din județul Tulcea, la circa 500 m nord-est de intersecția șoselei Poșta - Telița cu drumul spre Mănăstirea Celicdere, în punctul numit Livada Maicilor. 

## Legături exerne
- Roman castra from Romania (includes villae rusticae) - Google Maps / Earth Arhivat în 5 decembrie 2012, la Archive.is